# Лебяжинское сельское поселение (Ульяновская область)
Лебя́жинское се́льское поселе́ние — муниципальное образование в составе Мелекесского района Ульяновской области. 
Административный центр — село Лебяжье. 

## Население
| 2010  | 2012  | 2013  | 2014  | 2015  | 2016  | 2017  |
| ----- | ----- | ----- | ----- | ----- | ----- | ----- |
| 4387  | ↘4378 | ↗4416 | ↗4417 | ↗4439 | ↘4402 | ↘4334 |
| 2018  | 2019  | 2020  | 2021  |       |       |       |
| ↘4295 | ↘4177 | ↘4081 | ↘3684 |       |       |       |

## Состав сельского поселения
В состав поселения входят 7 населённых пунктов: 5 сёл и 2 деревни.
| № | Населённый пункт   | Тип населённого пункта       | Население |
| - | ------------------ | ---------------------------- | --------- |
| 1 | Аврали             | деревня                      | ↘296      |
| 2 | Аллагулово         | село                         | ↘508      |
| 3 | Лебяжье            | село, административный центр | ↘1032     |
| 4 | Куликовка          | деревня                      | ↘158      |
| 5 | Приморское         | село                         | ↘349      |
| 6 | Сабакаево          | село                         | ↘1623     |
| 7 | Степная Васильевка | село                         | ↘421      |

## Местное самоуправление
Главы поселения
- Лариса Петровна Богатова

Главы администрации
- Татьяна Валерьевна Шептунова [12]

## Факты
- В 2010 году Министерство связи России выпустило ХМК — «Ульяновская область. с Лебяжье. Храм Рождества Христова»[13].